# Maison de l'UNESCO
La maison de l'UNESCO, aussi appelé palais de l'UNESCO, est l'ensemble des bâtiments qui hébergent le siège de l'Organisation des Nations unies pour l'éducation, la science et la culture (UNESCO) à Paris. Elle se compose de deux sites distincts : le site principal appelé Fontenoy au 7 place de Fontenoy dans le 7e arrondissement et un site annexe appelé Bonvin/Miollis dans le 15e arrondissement. Ces deux sites, distants de quelques centaines de mètres, représentent une surface de plancher de 135 000 m2.
Le siège de l'UNESCO est décoré de nombreuses œuvres d'art.

Façade occidentale.

## Hôtel Majestic (1946-1958)
Entre 1946 et 1958, le siège de l'UNESCO est situé dans l'ancien hôtel Majestic, sur l'avenue Kléber dans le 16e arrondissement de Paris.

Ancien siège de l'UNESCO, avenue Kléber.

## Site Fontenoy (depuis1958)
Le site de 3 hectares était auparavant occupé par une caserne de cavalerie et un dépôt d'artillerie (l'École militaire est juste à côté).
Le bâtiment principal de l'UNESCO est le fruit du travail commun de trois architectes : le Français Bernard Zehrfuss, l'Américain Marcel Breuer, et l'Italien Pier Luigi Nervi. Leurs plans ont par ailleurs été validés par un comité international de cinq architectes : Lúcio Costa (Brésil), Walter Gropius (États-Unis), Le Corbusier (France), Sven Markelius (Suède) et Ernesto Nathan Rogers (Italie), avec la collaboration de Eero Saarinen (Finlande). Le premier coup de pioche est donné le 10 avril 1955 et la nouvelle Maison de l'UNESCO est inaugurée le 3 novembre 1958.

Eleanor Roosevelt inspecte la maquette du futur palais de l'UNESCO à Paris.
Le palais de l'UNESCO en février 1962. À droite : la façade Suffren du bâtiment du Secrétariat. Au premier plan : la salle des Pas Perdus.

Le bâtiment principal, qui abrite le secrétariat, est constitué de sept étages formant une étoile à trois branches.
Le centre de conférences, situé sur l'angle sud de la parcelle, comprend un Grand Auditorium (nommé aussi « Salle I »), dont l'entrée du public est au 125 avenue de Suffren. Il est utilisé pour des besoins propres à l'institution (conférences, symposiums) ainsi que pour des cérémonies, des concerts et d'autres manifestations artistiques, culturelles et intellectuelles, notamment organisées par les délégations nationales auprès de l'UNESCO ou à leur instigation dans le cadre de la protection du patrimoine culturel immatériel. Ce bâtiment au toit plissé en cuivre est connu par sa forme qui évoque un accordéon.
S'ajoute l'édifice cubique initialement destiné aux délégations permanentes et aux organisations non-gouvernementales.
Dès son inauguration, le siège se révèle trop petit du fait de l'augmentation du nombre de pays adhérents à l'organisation, un nouveau bâtiment et des patios conçus par Roberto Burle Marx sont alors créés entre 1963 et 1964.
Ces bâtiments occupent un terrain de forme trapézoïdale de 30 350 m2, amputé à son angle Nord-Est par la forme semi-circulaire de la place de Fontenoy. Il est encadré par les avenues de Saxe, de Ségur, de Suffren et de Lowendal.

Hall du bâtiment principal.
Salle I.
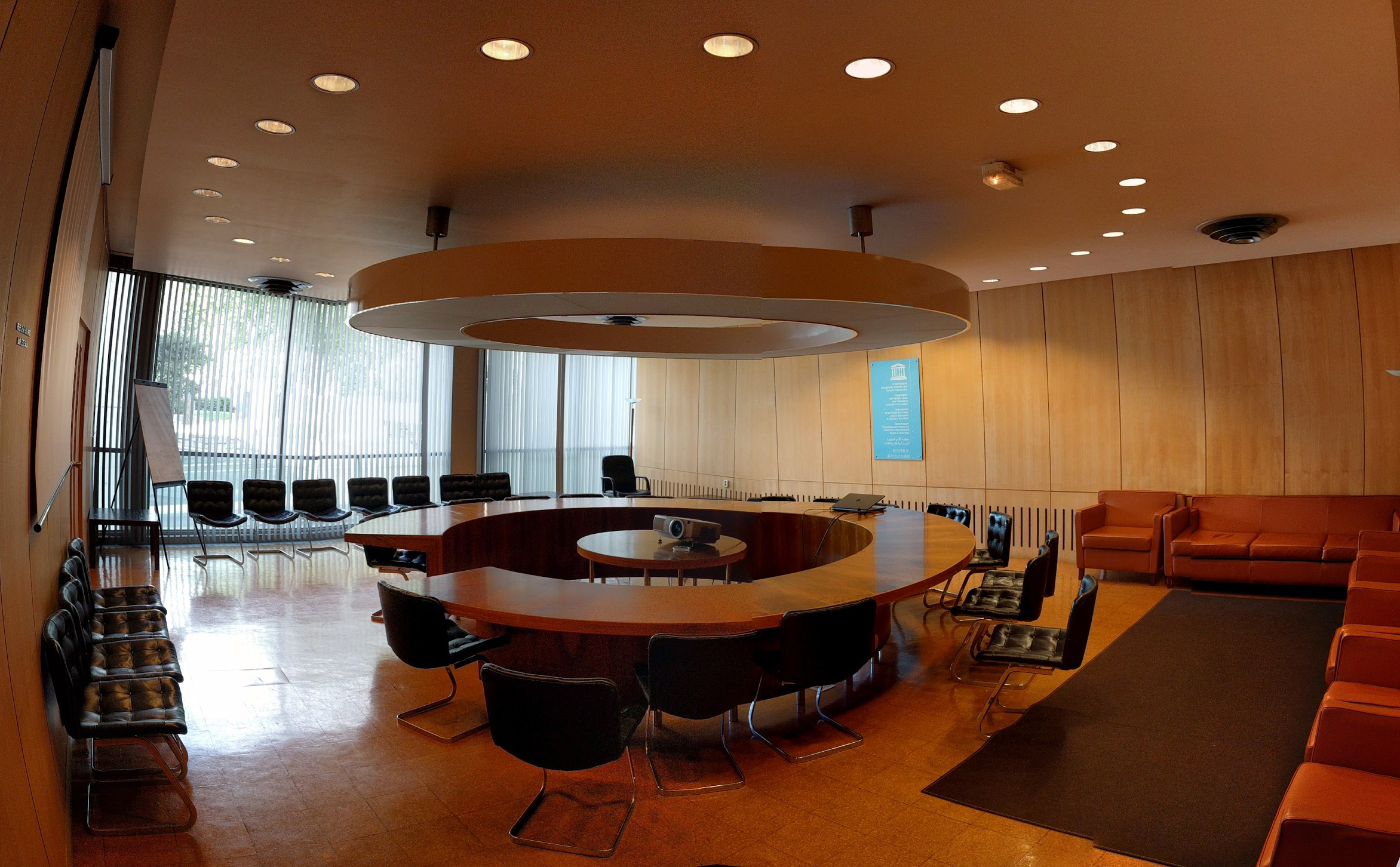
Salle de conférences no 5.
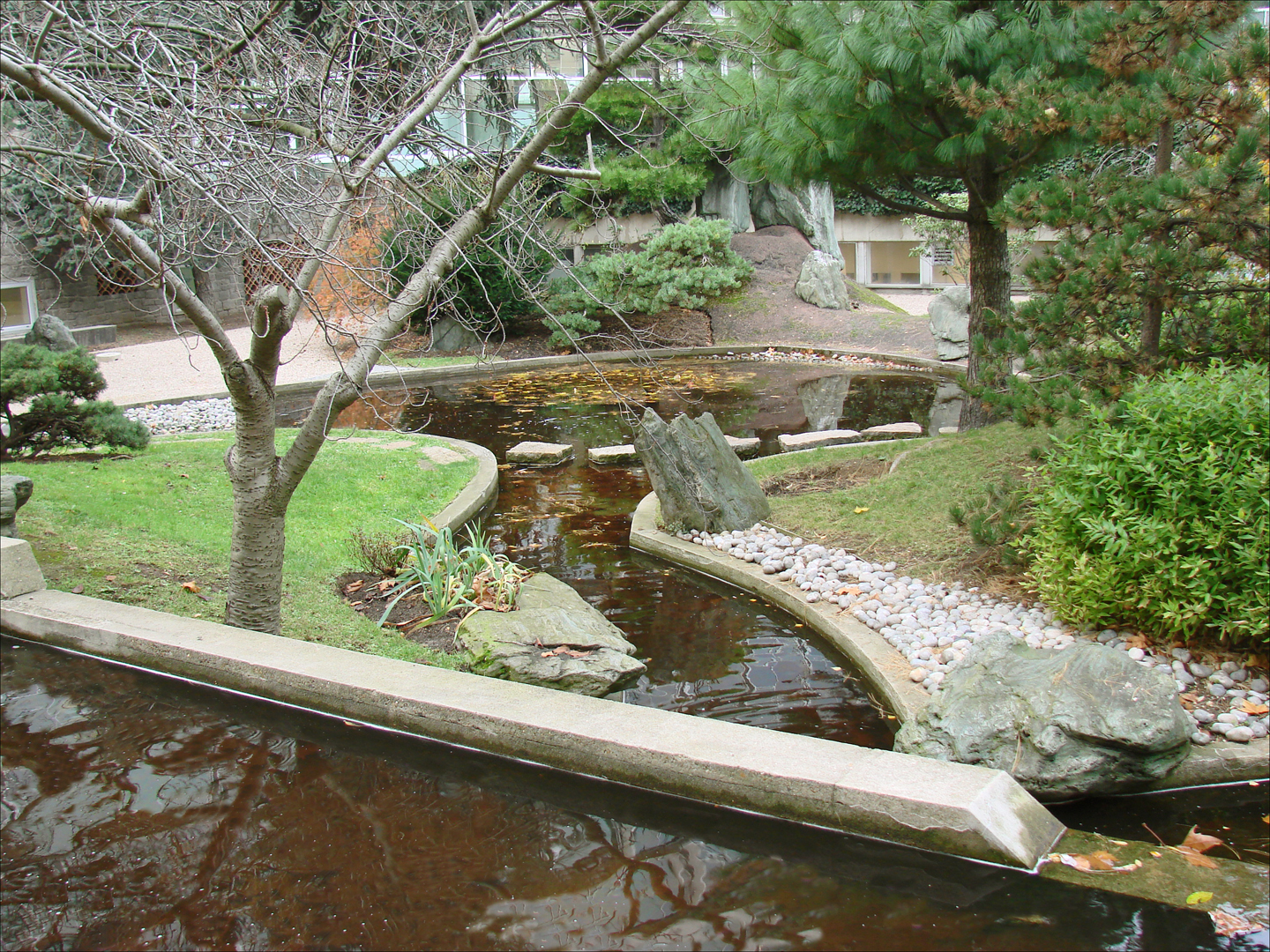
Jardin japonais aménagé en 1958 par le sculpteur Isamu Noguchi.
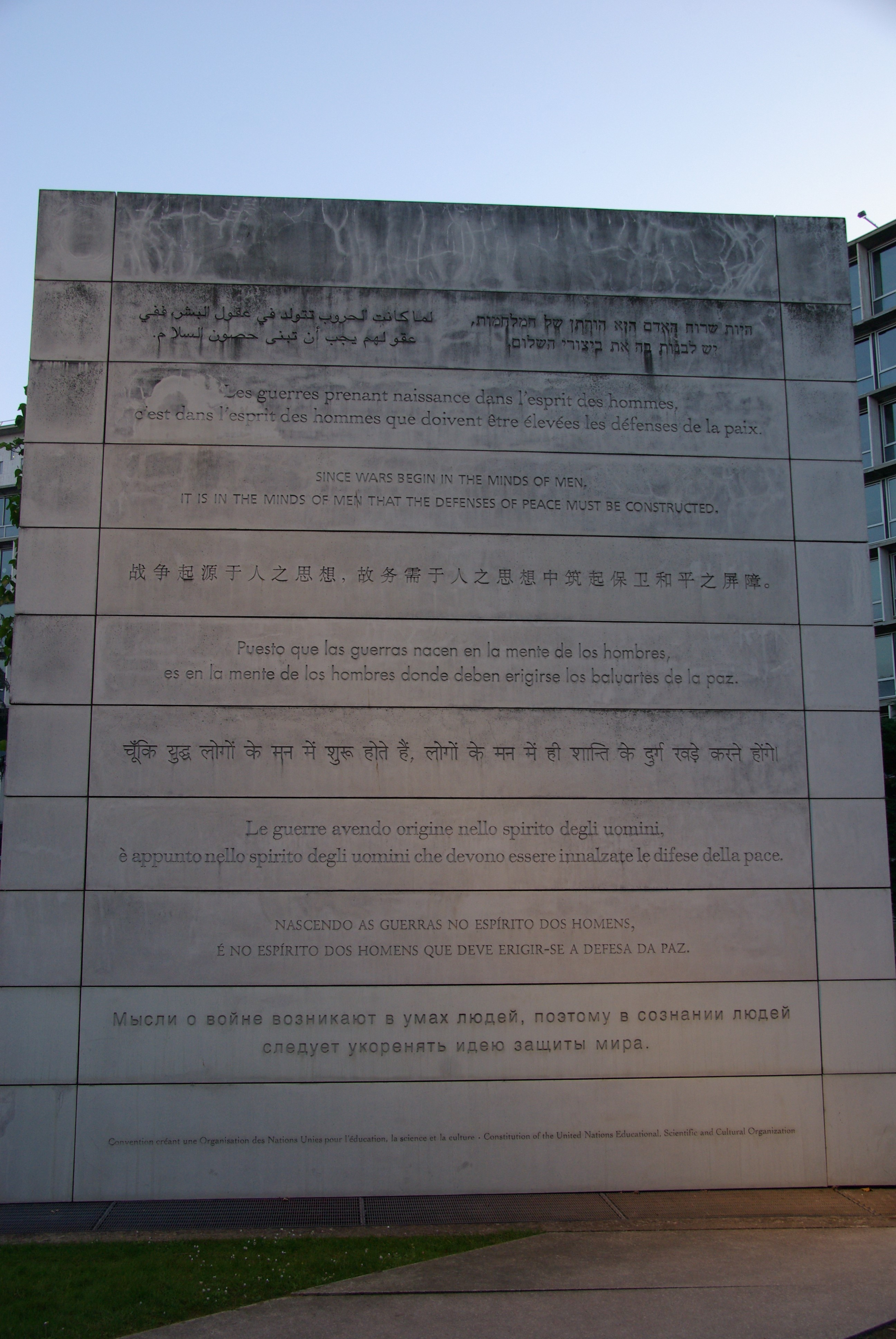
Préambule de la constitution de l'Unesco, « Les guerres prenant naissance dans l'esprit des hommes, c'est dans l'esprit des hommes que doivent être élevées les défenses de la paix ».

En 1995, à la suite d'une commande de l'UNESCO, l'architecte japonais Tadao Ando bâtit sur le site Fontenoy entre l'extrémité sud du bâtiment principal et le centre de conférences, un espace de méditation symbolisant la paix.
En 2010, l'UNESCO décide la construction d'un poste avancé de sûreté place de Fontenoy. Les architectes français Laurence Carminati et Yann Keromnes sont désignés lauréats du concours, et le 10 avril 2015, Irina Bokova, directrice générale, inaugure la nouvelle entrée. Située entre la porte d'entrée du Siège de l'Organisation et la voie publique, la nouvelle entrée accueille les visiteurs, pour que, sans entrer dans le siège, ils ne restent pas dans la rue. Pour la première fois de son histoire, l'UNESCO se découvre de face. La nouvelle entrée est placée très exactement en tangence avec l'hémicycle de la place de Fontenoy. Le visiteur découvre désormais en trois temps : la nouvelle entrée, l'auvent de Pier Luigi Nervi et le secrétariat.

### Œuvres d'art

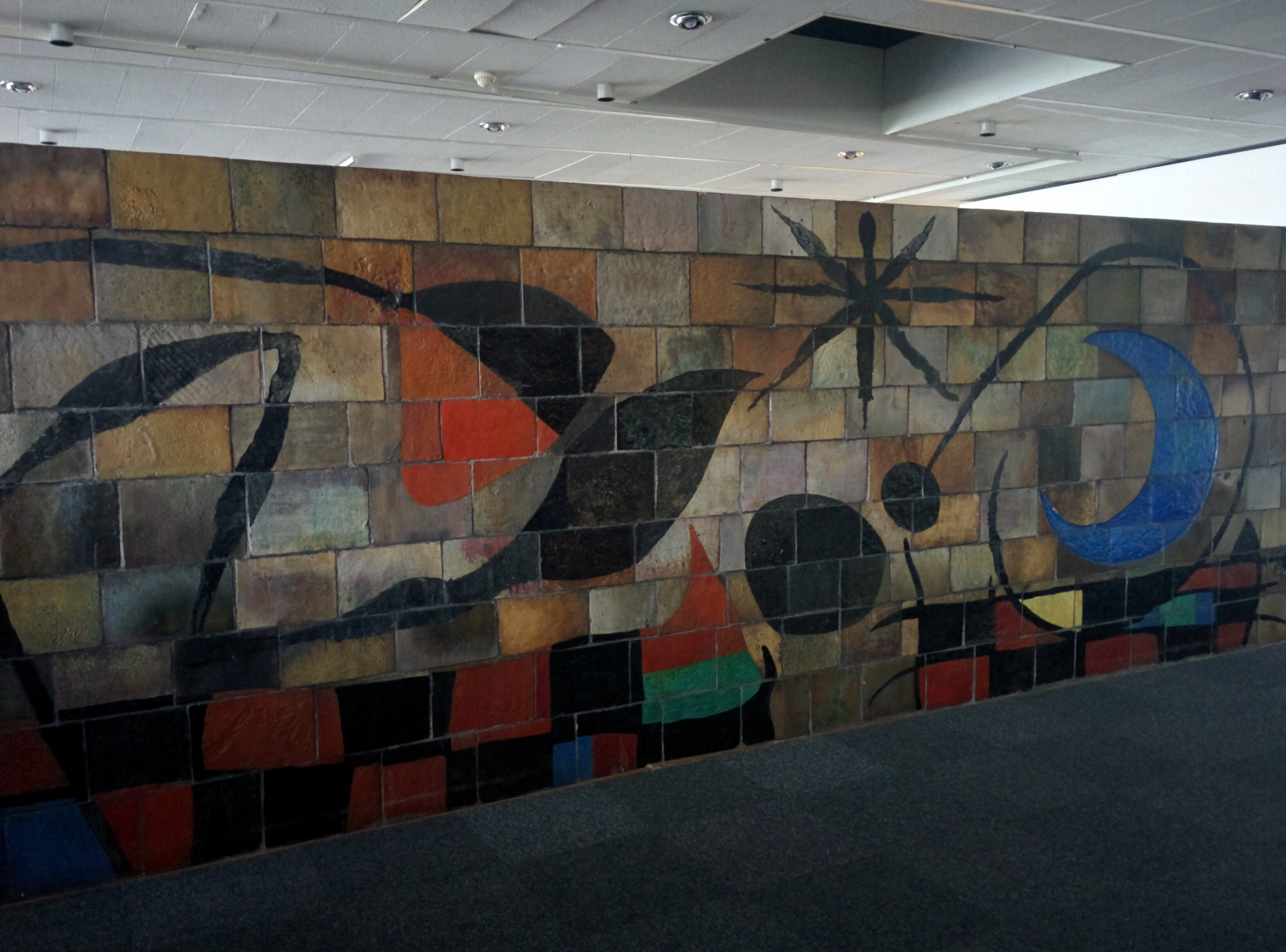
La Lune de Miró.

Lors de la construction de l'édifice, un « comité pour l'architecture et les œuvres d'art » est mis en place pour sélectionner des artistes majeurs qui exécuteront une œuvre monumentale pour un emplacement précis : on compte des sculptures d'Henry Moore, d'Alexander Calder et d'Eduardo Chillida à l'extérieur, et à l'intérieur une céramique de Joan Miró, Le Soleil et la Lune, une fresque de Picasso (qu'il ne signe pourtant pas, estimant qu'une passerelle en béton bouche en partie la vue de son travail). En plus de ce noyau initial, l'UNESCO a acquis d'autres œuvres, notamment de Karel Appel, Jean Bazaine, Isamu Noguchi, Rufino Tamayo, Afro Basaldella, Roberto Matta, Henri-Georges Adam et Jean Arp. Entre 1960 et 1985, les locaux sont agrandis pour accueillir les nouveaux États membres, conduisant l'institution à acheter de nouvelles pièces, dont un exemplaire de L'Homme qui marche de Giacometti, la tapisserie La Tour du Soleil de Jean Lurçat (vers la salle de conférences) ou la photographie Les Roseaux de Brassaï (au 7e étage). Les États font aussi parfois des dons, comme la Tunisie qui a offert une mosaïque romaine de la fin du IIe siècle, Diane chasseresse, et l'Islande qui a donné en 2007 une fresque d'Erró, L'Histoire de Thor. Toutes sont disposées pour être intégrées au lieu et être visibles par les salariés sur leur passage. Le siège de l'UNESCO compte au total environ 700 œuvres. La tapisserie Méridien, d'Henri-Georges Adam, se trouve exposée dans la salle VI du bâtiment.

## Site Bonvin/Miollis (depuis1967)

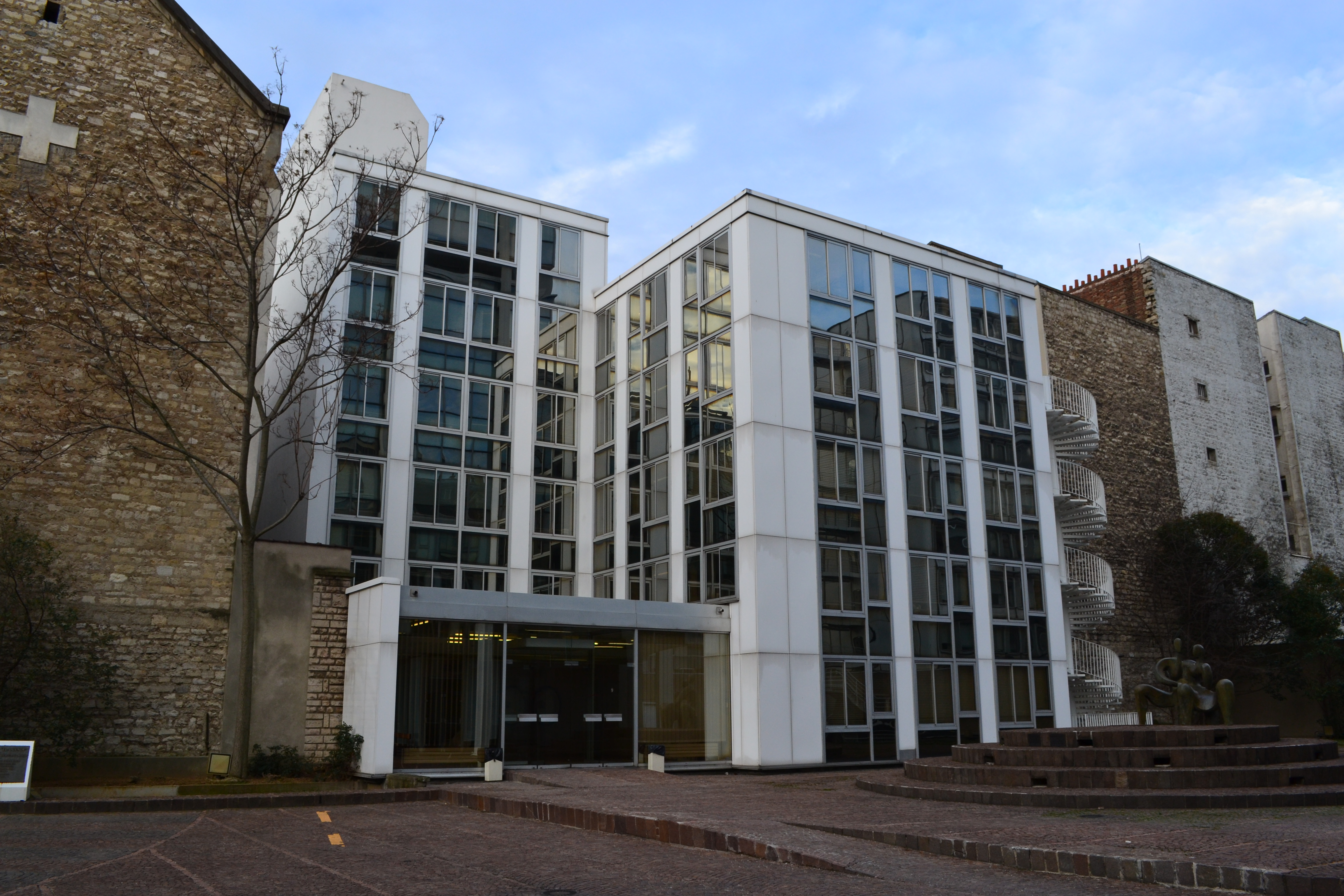
Bureau de l'Université des Nations unies, 1 rue Miollis, Paris 15e.

Entre 1967 et 1984, l'UNESCO s'est doté d'un site annexe dénommé Bonvin/Miollis (du nom de la rue Miollis et de la rue François-Bonvin qui encadrent la parcelle) situé dans le 15e arrondissement à quelques centaines de mètres du site principal de Fontenoy et dont l’entrée est située au no 1 de la rue Miollis.
L'aménagement s'est fait progressivement en fonction d'acquisitions successives de parcelles, en prise avec des contraintes urbaines relativement fortes (mitoyenneté et enclavement). Les premiers bâtiments furent occupés par le ministère des Affaires étrangères du pays hôte jusqu'à la cession du site à l'UNESCO en 1973. Les bâtiments V et VI furent construits par Bernard Zehrfuss, le jardin dessiné par le paysagiste André de Vilmorin. La charpente métallique et les panneaux de façade avec caillebotis pour brise‐soleil du bâtiment V furent conçus en collaboration avec Jean Prouvé.
En 2011, un plan directeur relatif aux bâtiments du siège prévoyant notamment d'importants réaménagements du site Bonvin/Miollis est présenté lors de la 36e Conférence générale.
Le bâtiment V dit « Miollis » est en cours de rénovation[Quand ?], les travaux étant prévus jusqu'en 2024.

## Relations avec le pays hôte
Le terrain sur lequel est bâti le siège est la propriété de l'État français. Par un décret du 22 décembre 1952, il est affecté au ministère des Affaires étrangères en vue de le mettre à la disposition de l'UNESCO. Ceci est fait par un contrat de bail d'une durée de 99 ans renouvelable, au loyer symbolique (1 000 francs par an), proche du bail emphytéotique. Par ailleurs, l'implantation du siège de cette organisation intergouvernementale sur le territoire français est régi par un accord de siège qui définit ses privilèges et immunités. Le bail et l'accord de siège sont signés à Paris en 1954, respectivement le 25 juin et le 2 juillet.
Le Parlement français, par une loi promulguée le 6 août 1955, approuve le bail, et autorise le président de la République à ratifier l'accord de siège. L'accord de siège entre en vigueur le 23 novembre 1955. Il est publié par un décret du 11 janvier 1956.